# Hesthesis divergens
Hesthesis divergens là một loài bọ cánh cứng trong họ Cerambycidae.